# Amanda Crew
Amanda Catherine Crew, född 5 juni 1986 i Langley i British Columbia, är en kanadensisk skådespelare.

## Filmografi i urval
- 2006 – Final Destination 3
- 2006 – She's the Man
- 2006 – John Tucker Must Die
- 2006 – Meltdown
- 2008 – Sex Drive
- 2008 – That One Night
- 2008 – Monster Ark
- 2009 – The Haunting in Connecticut
- 2009 – Break-Up Artist
- 2010 – Charlie St. Cloud
- 2010 – Repeaters
- 2011 – Sisters & Brothers
- 2012 – Knife Fight
- 2012 – Crazy Kind of Love
- 2012 – Ferocious
- 2014 – Silicon Valley (TV-serie)